# Сесон
Сесон (фр. Cesson) је насељено место у Француској у региону Париски регион, у департману Сена и Марна.
По подацима из 2011. године у општини је живело 9092 становника, а густина насељености је износила 1304,45 становника/km².

## Демографија
| 1962. | 1968. | 1975. | 1982. | 1990. | 2011. |
| ----- | ----- | ----- | ----- | ----- | ----- |
| 1.073 | 2.283 | 4.948 | 7.522 | 7.878 | 9.092 |